# É Impossível, mas Deus Pode
É Impossível, mas Deus Pode é o sétimo trabalho da banda Toque no Altar e o primeiro da segunda formação, gravado ao vivo no dia 12 de setembro de 2007 no Ministério Apascentar de Nova Iguaçu, no Rio de Janeiro, com oito músicas inéditas e uma nona faixa que é uma Palavra do pastor Marcus Gregório. As composições são de autoria de Rafael Bitencourt em parceria com o baterista e tecladista, Felipe Alves e Leandro Silva, respectivamente.
O disco rendeu uma indicação ao Grammy Latino 2008, na categoria Melhor álbum cristão em língua portuguesa. Foi a única indicação que o grupo recebeu durante a carreira.
Ainda em 2007, o grupo gravou um registro audiovisual do disco. Ele se chamou É Impossível, mas Deus Pode e foi lançado em 2008.
| Críticas profissionais | Críticas profissionais |
| Avaliações da crítica  | Avaliações da crítica  |
| Fonte                  | Avaliação              |
| ---------------------- | ---------------------- |
| Super Gospel           | (favorável)            |
| Casa Gospel            | (favorável)            |

## Faixas
1. "Vencedor"
2. "Não importa o dia"
3. "Eu vou viver uma virada"
4. "Minha herança"
5. "Selo do teu Amor"
6. "É impossível mas Deus pode"
7. "Te Adoramos, Oh Altissimo!"
8. "Deus do Impossível"
9. "Mensagem (Palavra do Pastor Marcus Gregório)"